# 加藤寛のカンカンガクガク
『加藤寛のカンカンガクガク』（かとうひろしのかんかんがくがく）は、1999年10月2日から2001年9月29日までテレビ東京系列で放送されていた番組である。放送時間は毎週土曜 8:30 - 9:00 。

経済学者の加藤寛がホストを務め、各界の専門家や企業の経営者、現役の政治家等をゲストに招き、国内外の経済政策の現状や将来について対談を繰り広げた。

## 主なゲスト
- 石井威望(東京大学名誉教授)
- 野田一夫
- 中西真彦
- 鈴木良男
- 三木谷浩史(楽天社長)
- 近藤正純ロバート
- 堺屋太一
- 佐野力
- 渡辺利夫
- 黒川紀章(建築家)
- マークス寿子
- 舛添要一
- 奥島孝康
- 水口弘一
- 竹中平蔵
- 茂木友三郎
- 金子郁容
- 榊原英資
- 扇千景
- 坂村健
- 久家義之
- リチャード・クー
- 糸瀬茂
- 水野清
- 笹森清
- 武者陵司
- 唐津一
- 小林良彰
- 塩川正十郎
- 福澤武
- 石原伸晃
- 小川和久
- リチャード・ヴェルナー
- 岡本行夫
- 今井澂
- 本間正明
- 篠原文也
- 石弘光
- 堂本暁子
- 相澤英之
- 樋口廣太郎
- 相磯秀夫
- 堀紘一
- 鈴木佑治
- 西尾幹二